# 宣弘社
宣弘社（せんこうしゃ）は、かつて存在した広告代理店および制作プロダクション。1950年代から1970年代にかけてテレビ映画の制作を手がけていた。2002年に広告代理業務を別会社「サン宣弘社（現：電通アドギア）」に譲渡しており、現在は過去に制作した作品の著作権管理（ライツ）を事業としている。

## 概要
戦後、ネオンサインなどの屋外広告事業を中心として発展。その後、ラジオやテレビの番組製作に携わり、街頭テレビの設置なども推め、日本の放送事業の発展に寄与した。
長年国産初のテレビ映画と称されていた『月光仮面』を企画制作したことでも知られる。厳密には、子会社である宣弘社プロダクションが制作母体であるが、企画部門は宣弘社にあった。『遊星王子』等の「製作」にクレジットされていた「小林利雄」は当時同社の代表取締役社長であり、脚本の「伊上勝」は当時の企画課長井上正喜のペンネームでのちに脚本家として独立した。のちの作詞家阿久悠は新卒から7年間、この企画課に所属した。
2002年にサントリー（現・サントリーホールディングス）とサン・アドが宣弘社の広告代理店事業を買収し、新設した「サン宣弘社」へ承継。宣弘社が著作権を有する旧作作品については宣弘企画へ社名変更のうえ引き続き権利管理を継続する形となった。サン宣弘社は2003年4月11日に電通が資本参画し、2005年4月1日に「アドギア」（株主構成：サントリー株式会社51%、株式会社サン・アド24%、株式会社電通15%）へ改称。中堅広告代理店として製作委員会への出資などを継続していたが、2010年までに電通がサントリーから持分を買取し（電通67%、サントリー33%）電通グループとなる。2011年4月に屋外広告の製作とセールスプロモーション（販売促進活動）に特化した広告会社として再出発することになり「電通アドギア」へ改称。現在に至る。
一方、上記経緯により「宣弘」の名を冠した同根企業がなくなったことで混同の恐れもなくなったことと、旧宣弘社のテレビ映画製作50周年を節目として宣弘企画は2008年7月8日に社名を変更、「宣弘社」の名前が復活した。現在はテレビ番組の制作は行わず、過去に制作した番組の著作権管理や、DVDソフト・キャラクターグッズの企画が主な業務となっている。

## 略歴
- 1928年 - 宣伝用品を扱う商店「中村宣弘社」創業[4]。
- 1941年 - 広告代理店として株式会社宣弘社を設立[4][注釈 2]。
- 1946年 - 小林利雄が社長就任[4][注釈 3][注釈 4]。
- 1951年12月 - 民間ラジオ放送の開始に伴い、宣弘社ラジオ部を発足[5]。
- 1952年8月 - 宣弘社ラジオプロダクションを設立[4]。
- 1956年8月 - 宣弘社ラジオプロダクションが宣弘社プロダクションと改称[4]。
- 1958年2月24日 - 『月光仮面』放送開始[5]。
- 1969年10月 - テレビアニメ『サザエさん』の広告代理業務および企画・制作を開始（1985年3月まで）。
- 2002年3月1日 - サントリーが同社の広告の約3%を扱っていた宣弘社を買収、営業譲渡を受けて株式会社サン宣弘社を設立。宣弘企画へ改称のうえ権利管理などの事業を継続。
- 2008年 - 宣弘企画が宣弘社（2代目）へ改称し社名を復帰。
- 2022年3月1日 - 電通アドギアが（旧サン宣弘社から通算して）創立20周年を迎える。

## 過去の事業内容

### 屋外広告
戦後、小林利雄の代となった宣弘社は、屋外広告の制作を中心に活動した。屋外看板やネオンサイン、駅構内の広告などを開拓したことにより、屋外広告のパイオニアとされる。
小林は復員時に焼け野原となった東京を見て呆然とするが、アメリカの写真誌に掲載されていたタイムズスクエアのネオンを見て、廃墟と化した日本に「明るい光を与えたい」と思い、ネオン事業へとつながっていった。
1946年、上野駅地下鉄ビルに設置された武田薬品のビルボードが屋外広告第1号である。1948年には東京駅に施したクリスマスデコレーションが仏教系の代議士によって国会で取り上げられるなど問題視されるも、首相の吉田茂が「単なる飾りだ」と一喝したことによりさらなる宣伝効果を得たとされる。東京を明るくするという考えから、東北方面の玄関口である上野駅の開発にも尽力し、広告のほか大壁画や女神像の制作なども手がけた。
1953年からはネオンサインの設置を推め、銀座を皮切りに全国展開していった。東京芝浦電気（現・東芝）の協力により電光ニュースを表示するシネサインなどを開発し、戎橋のシネサインは石川栄耀賞を受賞した。
小林はテレビドラマ『快傑ハリマオ』のロケで訪れた香港で開拓のチャンスを見出し、香港でのネオン事業にも乗り出した。

### テレビ・ラジオ事業
民間のラジオ放送やテレビ放送の開始後は、番組やCMの制作を手がけた。
1951年、ラジオ東京（現在のTBSラジオ）の開局に伴い、宣弘社ではラジオ部を設立。『ちえのわクラブ』や『パパ行ってらっしゃい』などが人気番組となっていった。翌年、ラジオ部は宣弘社ラジオプロダクションへ改称した。
1953年、テレビの民間放送開始に伴い、テレビ事業にも進出。1956年には、宣弘社ラジオプロダクションを宣弘社プロダクションへ改称した。
1958年、放送枠を担当していた時代劇『ぽんぽこ物語』の打ち切りが決定し、枠継続のため次番組の準備に乗り出すが予算が少なかったため制作会社がつかず、宣弘社プロダクションでの自主制作に乗り出す。第1作『月光仮面』（1958年）は人気となり、時間枠を移動した後、同番組枠は武田薬品提供のタケダアワーとして1974年まで継続された。同枠では『月光仮面』『隠密剣士』などの自社作品のほか、ウルトラシリーズや『柔道一直線』などの人気作品を多く出した。
また、『隠密剣士』の制作時期には、東京都調布市に撮影スタジオを有し運用がされていた。
ネオンサイン制作などで繋がりのあった東芝の提供枠も担当し、『光速エスパー』『忍風カムイ外伝』を経て、テレビアニメ『サザエさん』では1969年の開始から1985年まで約15年にわたり企画・立案も行った。

## 歴代社長

### 旧宣弘社（–2002）
1. 谷口三郎[1]（小林利雄の父、旧姓中村、在任：1941年 - 1948年）
2. 小林利雄 （在任：1948年 - 2001年：→会長）
3. 小林隆吉 （在任：2001年 - 2002年：→2002年、サン宣弘社 社長→アドギア社長、現取締役相談役） - 小林利雄の長男[2]。少年時代には『月光仮面』にも出演している[2]。

以下、電通アドギアの項を参照。

### 宣弘社（2008–）
- 小林隆吉

### 電通アドギア（2019–）
- 南晋一郎

## 作品

### 宣弘社プロダクション作品
- 月光仮面 第1部 - 第5部（TBS タケダアワー 1958年2月24日 - 1959年7月5日 国産初の長編テレビ映画、国産初のテレビ特撮ヒーロー番組）
- 遊星王子（NTV 1958年11月11日 - 1959年9月4日）
- 豹の眼（TBS タケダアワー 1959年7月12日 - 1960年3月27日）
- 快傑ハリマオ（NTV 1960年4月5日 - 1961年6月27日）
- 泣き笑いさくらんぼ劇団（TBS タケダアワー 1960年4月 - 7月）
- 夕やけ天使（TBS タケダアワー 1960年8月 - 1962年9月 主演：楠トシエ）
- 恐怖のミイラ（NTV 1961年7月4日 - 10月3日）
- 隠密剣士（TBS タケダアワー 1962年10月7日 - 1965年3月28日）
- 新・隠密剣士（TBS タケダアワー 1965年4月4日 - 12月26日）
- 丹下左膳（TBS 1965年10月6日 - 1966年3月30日 主演：中村竹弥）
- 名探偵明智小五郎シリーズ 怪人四十面相（NTV 1966年4月3日 - 6月26日）
- 光速エスパー（NTV 1967年8月1日 - 1968年1月23日）
- ガッツジュン（TBS タケダアワー 1971年4月11日 - 11月21日）
- シルバー仮面（TBS タケダアワー 1971年11月28日 - 1972年5月21日）
- アイアンキング（TBS タケダアワー 1972年10月8日 - 1973年4月8日）
- スーパーロボット レッドバロン（NTV 1973年7月4日 - 1974年3月27日）
- 隠密剣士（TBS タケダアワー 1973年10月7日 - 12月23日）
- 隠密剣士 突っ走れ!（TBS タケダアワー 1973年12月30日 - 1974年3月31日）
- 闘え!ドラゴン（東京12チャンネル 1974年7月2日 - 12月24日）
- コードナンバー108 7人のリブ（関西テレビ 1976年10月5日 - 12月28日 主演：野際陽子）
- 事件(秘)お料理法（関西テレビ 1977年1月4日 - 3月29日 主演：金沢碧）

### アニメーション
- 忍風カムイ外伝
- サザエさん 1969年10月5日 - 1985年3月31日（番組自体は2025年現在も継続中)
- のらくろ
- アストロガンガー
- コボちゃん

### 帯番組
- サザエさん TBS 1956年10月 - 1957年 10分間（静止画によるテレビ漫画）
- ぽんぽこ物語 TBS 1957年 - 1958年2月 10分間（国産初の短編テレビ映画）

## 主な出身者
- 伊上勝
- 阿久悠
- 上村一夫